# Eleições legislativas portuguesas de 1980 nos Açores
| Eleições legislativas portuguesas de 1980 Distritos: Aveiro \| Beja \| Braga \| Bragança \| Castelo Branco \| Coimbra \| Évora \| Faro \| Guarda \| Leiria \| Lisboa \| Portalegre \| Porto \| Santarém \| Setúbal \| Viana do Castelo \| Vila Real \| Viseu \| Açores \| Madeira \| Estrangeiro |

## Resultados por Concelho
Os resultados nos concelhos do Região Autónoma dos Açores foram os seguintes:

### Angra do Heroísmo
| Partido                 | Partido                     | Votos  | %               | +/-  |
| ----------------------- | --------------------------- | ------ | --------------- | ---- |
|                         | Partido Social Democrata    | 9 069  | 48,96 / 100,00  | 3,96 |
|                         | Partido Socialista          | 6 558  | 35,40 / 100,00  | 2,13 |
|                         | Centro Democrático e Social | 860    | 4,64 / 100,00   | 2,14 |
|                         | Aliança Povo Unido          | 659    | 3,56 / 100,00   | 0,25 |
|                         | União Democrática Popular   | 291    | 1,57 / 100,00   | 0,87 |
|                         | Outros                      | 461    | 2,49 / 100,00   |      |
| Votos Inválidos         | Votos Inválidos             | 626    | 3,38 / 100,00   | 0,16 |
| Total                   | Total                       | 18 524 | 100,00 / 100,00 |      |
| Eleitorado/Participação | Eleitorado/Participação     | 24 457 | 75,74 / 100,00  | 8,63 |

### Calheta
| Partido                 | Partido                          | Votos | %               | +/-  |
| ----------------------- | -------------------------------- | ----- | --------------- | ---- |
|                         | Partido Social Democrata         | 1 956 | 78,24 / 100,00  | 2,28 |
|                         | Centro Democrático e Social      | 238   | 9,52 / 100,00   | 6,33 |
|                         | Partido Socialista               | 152   | 6,08 / 100,00   | 1,79 |
|                         | Partido Democrático do Atlântico | 50    | 2,00 / 100,00   | Novo |
|                         | Outros                           | 54    | 2,16 / 100,00   |      |
| Votos Inválidos         | Votos Inválidos                  | 50    | 2,00 / 100,00   | 0,35 |
| Total                   | Total                            | 2 500 | 100,00 / 100,00 |      |
| Eleitorado/Participação | Eleitorado/Participação          | 3 164 | 79,01 / 100,00  | 3,38 |

### Corvo
| Partido                 | Partido                     | Votos | %               | +/-     |
| ----------------------- | --------------------------- | ----- | --------------- | ------- |
|                         | Partido Social Democrata    | 133   | 55,88 / 100,00  | 3,36    |
|                         | Partido Socialista          | 85    | 35,71 / 100,00  | Estável |
|                         | Centro Democrático e Social | 8     | 3,36 / 100,00   | 1,26    |
|                         | Partido Trabalhista         | 5     | 2,10 / 100,00   | -       |
|                         | Outros                      | 3     | 1,26 / 100,00   |         |
| Votos Inválidos         | Votos Inválidos             | 4     | 1,68 / 100,00   | Estável |
| Total                   | Total                       | 238   | 100,00 / 100,00 |         |
| Eleitorado/Participação | Eleitorado/Participação     | 302   | 78,81 / 100,00  | 2,14    |

### Horta
| Partido                 | Partido                     | Votos  | %               | +/-  |
| ----------------------- | --------------------------- | ------ | --------------- | ---- |
|                         | Partido Social Democrata    | 5 103  | 58,28 / 100,00  | 2,05 |
|                         | Partido Socialista          | 2 528  | 28,83 / 100,00  | 0,25 |
|                         | Aliança Povo Unido          | 350    | 3,99 / 100,00   | 0,94 |
|                         | Centro Democrático e Social | 232    | 2,65 / 100,00   | 2,13 |
|                         | União Democrática Popular   | 125    | 1,43 / 100,00   | 0,03 |
|                         | Outros                      | 215    | 2,45 / 100,00   |      |
| Votos Inválidos         | Votos Inválidos             | 215    | 2,45 / 100,00   | 0,16 |
| Total                   | Total                       | 8 768  | 100,00 / 100,00 |      |
| Eleitorado/Participação | Eleitorado/Participação     | 10 650 | 82,33 / 100,00  | 2,23 |

### Lagoa
| Partido                 | Partido                          | Votos | %               | +/-   |
| ----------------------- | -------------------------------- | ----- | --------------- | ----- |
|                         | Partido Social Democrata         | 2 768 | 54,73 / 100,00  | 7,17  |
|                         | Partido Socialista               | 1 490 | 29,46 / 100,00  | 4,01  |
|                         | Aliança Povo Unido               | 148   | 2,93 / 100,00   | 0,26  |
|                         | Centro Democrático e Social      | 106   | 2,10 / 100,00   | 2,12  |
|                         | Partido Democrático do Atlântico | 65    | 1,29 / 100,00   | Novo  |
|                         | União Democrática Popular        | 56    | 1,11 / 100,00   | 0,74  |
|                         | Outros                           | 127   | 2,50 / 100,00   |       |
| Votos Inválidos         | Votos Inválidos                  | 298   | 5,89 / 100,00   | 1,03  |
| Total                   | Total                            | 5 058 | 100,00 / 100,00 |       |
| Eleitorado/Participação | Eleitorado/Participação          | 6 882 | 73,50 / 100,00  | 11,51 |

### Lajes das Flores
| Partido                 | Partido                     | Votos | %               | +/-  |
| ----------------------- | --------------------------- | ----- | --------------- | ---- |
|                         | Partido Social Democrata    | 528   | 50,48 / 100,00  | 4,18 |
|                         | Partido Socialista          | 341   | 32,60 / 100,00  | 4,53 |
|                         | Aliança Povo Unido          | 70    | 6,69 / 100,00   | 0,95 |
|                         | Centro Democrático e Social | 41    | 3,92 / 100,00   | 0,34 |
|                         | Outros                      | 33    | 3,15 / 100,00   |      |
| Votos Inválidos         | Votos Inválidos             | 33    | 3,15 / 100,00   | 0,65 |
| Total                   | Total                       | 1 046 | 100,00 / 100,00 |      |
| Eleitorado/Participação | Eleitorado/Participação     | 1 393 | 75,09 / 100,00  | 2,38 |

### Lajes do Pico
| Partido                 | Partido                          | Votos | %               | +/-  |
| ----------------------- | -------------------------------- | ----- | --------------- | ---- |
|                         | Partido Social Democrata         | 1 640 | 50,85 / 100,00  | 3,96 |
|                         | Partido Socialista               | 1 336 | 41,43 / 100,00  | 1,64 |
|                         | Centro Democrático e Social      | 52    | 1,61 / 100,00   | 3,56 |
|                         | Aliança Povo Unido               | 48    | 1,49 / 100,00   | 0,27 |
|                         | Partido Democrático do Atlântico | 36    | 1,12 / 100,00   | Novo |
|                         | Outros                           | 52    | 1,61 / 100,00   |      |
| Votos Inválidos         | Votos Inválidos                  | 61    | 1,90 / 100,00   | 0,19 |
| Total                   | Total                            | 3 225 | 100,00 / 100,00 |      |
| Eleitorado/Participação | Eleitorado/Participação          | 4 180 | 77,15 / 100,00  | 3,22 |

### Madalena
| Partido                 | Partido                     | Votos | %               | +/-  |
| ----------------------- | --------------------------- | ----- | --------------- | ---- |
|                         | Partido Social Democrata    | 2 055 | 58,73 / 100,00  | 3,67 |
|                         | Partido Socialista          | 1 044 | 29,84 / 100,00  | 1,64 |
|                         | Centro Democrático e Social | 122   | 3,49 / 100,00   | 1,39 |
|                         | Aliança Povo Unido          | 111   | 3,17 / 100,00   | 0,04 |
|                         | Outros                      | 79    | 2,26 / 100,00   |      |
| Votos Inválidos         | Votos Inválidos             | 88    | 2,51 / 100,00   | 0,11 |
| Total                   | Total                       | 3 499 | 100,00 / 100,00 |      |
| Eleitorado/Participação | Eleitorado/Participação     | 4 340 | 80,62 / 100,00  | 5,59 |

### Nordeste
| Partido                 | Partido                          | Votos | %               | +/-  |
| ----------------------- | -------------------------------- | ----- | --------------- | ---- |
|                         | Partido Social Democrata         | 2 293 | 64,37 / 100,00  | 4,67 |
|                         | Partido Socialista               | 796   | 22,35 / 100,00  | 4,36 |
|                         | Aliança Povo Unido               | 97    | 2,72 / 100,00   | 1,16 |
|                         | Centro Democrático e Social      | 95    | 2,67 / 100,00   | 2,05 |
|                         | Partido Democrático do Atlântico | 38    | 1,07 / 100,00   | Novo |
|                         | União Democrática Popular        | 37    | 1,04 / 100,00   | 0,33 |
|                         | Outros                           | 34    | 0,96 / 100,00   |      |
| Votos Inválidos         | Votos Inválidos                  | 172   | 4,83 / 100,00   | 0,24 |
| Total                   | Total                            | 3 562 | 100,00 / 100,00 |      |
| Eleitorado/Participação | Eleitorado/Participação          | 4 488 | 79,37 / 100,00  | 7,62 |

### Ponta Delgada
| Partido                 | Partido                          | Votos  | %               | +/-  |
| ----------------------- | -------------------------------- | ------ | --------------- | ---- |
|                         | Partido Social Democrata         | 16 579 | 58,70 / 100,00  | 6,65 |
|                         | Partido Socialista               | 6 773  | 23,98 / 100,00  | 3,56 |
|                         | Aliança Povo Unido               | 1 129  | 4,00 / 100,00   | 0,25 |
|                         | Partido Democrático do Atlântico | 956    | 3,38 / 100,00   | Novo |
|                         | Centro Democrático e Social      | 796    | 2,82 / 100,00   | 3,88 |
|                         | União Democrática Popular        | 393    | 1,39 / 100,00   | 0,71 |
|                         | Outros                           | 553    | 1,96 / 100,00   |      |
| Votos Inválidos         | Votos Inválidos                  | 1 065  | 3,77 / 100,00   | 0,60 |
| Total                   | Total                            | 28 244 | 100,00 / 100,00 |      |
| Eleitorado/Participação | Eleitorado/Participação          | 38 412 | 73,53 / 100,00  | 7,80 |

### Povoação
| Partido                 | Partido                          | Votos | %               | +/-  |
| ----------------------- | -------------------------------- | ----- | --------------- | ---- |
|                         | Partido Social Democrata         | 2 795 | 66,20 / 100,00  | 2,25 |
|                         | Partido Socialista               | 741   | 17,55 / 100,00  | 1,35 |
|                         | Centro Democrático e Social      | 269   | 6,37 / 100,00   | 3,55 |
|                         | Aliança Povo Unido               | 74    | 1,75 / 100,00   | 0,31 |
|                         | Partido Democrático do Atlântico | 72    | 1,71 / 100,00   | Novo |
|                         | Outros                           | 100   | 2,37 / 100,00   |      |
| Votos Inválidos         | Votos Inválidos                  | 171   | 4,05 / 100,00   | 0,93 |
| Total                   | Total                            | 4 222 | 100,00 / 100,00 |      |
| Eleitorado/Participação | Eleitorado/Participação          | 5 399 | 78,20 / 100,00  | 7,49 |

### Ribeira Grande
| Partido                 | Partido                          | Votos  | %               | +/-   |
| ----------------------- | -------------------------------- | ------ | --------------- | ----- |
|                         | Partido Social Democrata         | 7 739  | 62,93 / 100,00  | 15,21 |
|                         | Partido Socialista               | 2 712  | 22,05 / 100,00  | 6,77  |
|                         | Centro Democrático e Social      | 322    | 2,62 / 100,00   | 6,40  |
|                         | Aliança Povo Unido               | 285    | 2,32 / 100,00   | 0,22  |
|                         | União Democrática Popular        | 169    | 1,37 / 100,00   | 0,78  |
|                         | Partido Democrático do Atlântico | 162    | 1,32 / 100,00   | Novo  |
|                         | Outros                           | 181    | 1,48 / 100,00   |       |
| Votos Inválidos         | Votos Inválidos                  | 727    | 5,91 / 100,00   | 0,92  |
| Total                   | Total                            | 12 297 | 100,00 / 100,00 |       |
| Eleitorado/Participação | Eleitorado/Participação          | 15 874 | 77,47 / 100,00  | 7,05  |

### Santa Cruz da Graciosa
| Partido                 | Partido                  | Votos | %               | +/-  |
| ----------------------- | ------------------------ | ----- | --------------- | ---- |
|                         | Partido Social Democrata | 1 933 | 65,50 / 100,00  | 1,09 |
|                         | Partido Socialista       | 772   | 26,16 / 100,00  | 0,73 |
|                         | Outros                   | 114   | 3,86 / 100,00   |      |
| Votos Inválidos         | Votos Inválidos          | 132   | 4,47 / 100,00   | 0,61 |
| Total                   | Total                    | 2 951 | 100,00 / 100,00 |      |
| Eleitorado/Participação | Eleitorado/Participação  | 4 070 | 72,51 / 100,00  | 4,46 |

### Santa Cruz das Flores
| Partido                 | Partido                          | Votos | %               | +/-  |
| ----------------------- | -------------------------------- | ----- | --------------- | ---- |
|                         | Partido Social Democrata         | 760   | 54,95 / 100,00  | 0,69 |
|                         | Centro Democrático e Social      | 269   | 19,45 / 100,00  | 5,05 |
|                         | Partido Socialista               | 244   | 17,64 / 100,00  | 4,50 |
|                         | Partido Democrático do Atlântico | 36    | 2,60 / 100,00   | Novo |
|                         | Aliança Povo Unido               | 27    | 1,95 / 100,00   | 0,29 |
|                         | Outros                           | 17    | 1,23 / 100,00   |      |
| Votos Inválidos         | Votos Inválidos                  | 30    | 2,17 / 100,00   | 0,94 |
| Total                   | Total                            | 1 383 | 100,00 / 100,00 |      |
| Eleitorado/Participação | Eleitorado/Participação          | 1 729 | 79,99 / 100,00  | 0,13 |

### São Roque do Pico
| Partido                 | Partido                          | Votos | %               | +/-  |
| ----------------------- | -------------------------------- | ----- | --------------- | ---- |
|                         | Partido Social Democrata         | 1 097 | 52,92 / 100,00  | 1,63 |
|                         | Partido Socialista               | 724   | 34,93 / 100,00  | 1,18 |
|                         | Aliança Povo Unido               | 95    | 4,58 / 100,00   | 2,68 |
|                         | Centro Democrático e Social      | 31    | 1,50 / 100,00   | 0,08 |
|                         | Partido Democrático do Atlântico | 21    | 1,01 / 100,00   | Novo |
|                         | Outros                           | 28    | 1,35 / 100,00   |      |
| Votos Inválidos         | Votos Inválidos                  | 77    | 3,71 / 100,00   | 0,13 |
| Total                   | Total                            | 2 073 | 100,00 / 100,00 |      |
| Eleitorado/Participação | Eleitorado/Participação          | 2 602 | 79,67 / 100,00  | 1,99 |

### Velas
| Partido                 | Partido                     | Votos | %               | +/-  |
| ----------------------- | --------------------------- | ----- | --------------- | ---- |
|                         | Partido Social Democrata    | 2 009 | 63,00 / 100,00  | 7,90 |
|                         | Centro Democrático e Social | 598   | 18,75 / 100,00  | 8,20 |
|                         | Partido Socialista          | 386   | 12,10 / 100,00  | 0,85 |
|                         | União Democrática Popular   | 46    | 1,44 / 100,00   | 0,03 |
|                         | Outros                      | 72    | 2,26 / 100,00   |      |
| Votos Inválidos         | Votos Inválidos             | 78    | 2,45 / 100,00   | 0,32 |
| Total                   | Total                       | 3 189 | 100,00 / 100,00 |      |
| Eleitorado/Participação | Eleitorado/Participação     | 4 005 | 79,63 / 100,00  | 5,08 |

### Vila do Porto
| Partido                 | Partido                          | Votos | %               | +/-   |
| ----------------------- | -------------------------------- | ----- | --------------- | ----- |
|                         | Partido Socialista               | 1 093 | 38,87 / 100,00  | 7,91  |
|                         | Partido Social Democrata         | 708   | 25,18 / 100,00  | 19,20 |
|                         | Centro Democrático e Social      | 688   | 24,47 / 100,00  | 10,41 |
|                         | Aliança Povo Unido               | 71    | 2,52 / 100,00   | 0,21  |
|                         | União Democrática Popular        | 45    | 1,60 / 100,00   | 0,06  |
|                         | Partido Democrático do Atlântico | 36    | 1,28 / 100,00   | Novo  |
|                         | Outros                           | 64    | 2,27 / 100,00   |       |
| Votos Inválidos         | Votos Inválidos                  | 107   | 3,81 / 100,00   | 0,82  |
| Total                   | Total                            | 2 812 | 100,00 / 100,00 |       |
| Eleitorado/Participação | Eleitorado/Participação          | 4 246 | 66,23 / 100,00  | 11,68 |

### Vila Franca do Campo
| Partido                 | Partido                          | Votos | %               | +/-  |
| ----------------------- | -------------------------------- | ----- | --------------- | ---- |
|                         | Partido Social Democrata         | 3 059 | 59,24 / 100,00  | 7,25 |
|                         | Partido Socialista               | 1 157 | 22,41 / 100,00  | 2,50 |
|                         | Aliança Povo Unido               | 208   | 4,03 / 100,00   | 0,19 |
|                         | União Democrática Popular        | 160   | 3,10 / 100,00   | 0,30 |
|                         | Centro Democrático e Social      | 140   | 2,71 / 100,00   | 4,60 |
|                         | Partido Democrático do Atlântico | 56    | 1,08 / 100,00   | Novo |
|                         | Outros                           | 102   | 1,98 / 100,00   |      |
| Votos Inválidos         | Votos Inválidos                  | 282   | 5,46 / 100,00   | 0,38 |
| Total                   | Total                            | 5 164 | 100,00 / 100,00 |      |
| Eleitorado/Participação | Eleitorado/Participação          | 6 827 | 75,64 / 100,00  | 9,99 |

### Vila Praia da Vitória
| Partido                 | Partido                     | Votos  | %               | +/-  |
| ----------------------- | --------------------------- | ------ | --------------- | ---- |
|                         | Partido Social Democrata    | 6 269  | 54,81 / 100,00  | 4,85 |
|                         | Partido Socialista          | 3 716  | 32,49 / 100,00  | 3,81 |
|                         | Centro Democrático e Social | 411    | 3,59 / 100,00   | 2,61 |
|                         | Aliança Povo Unido          | 224    | 1,96 / 100,00   | 0,24 |
|                         | Outros                      | 442    | 3,86 / 100,00   |      |
| Votos Inválidos         | Votos Inválidos             | 375    | 3,28 / 100,00   | 0,19 |
| Total                   | Total                       | 11 437 | 100,00 / 100,00 |      |
| Eleitorado/Participação | Eleitorado/Participação     | 14 759 | 77,49 / 100,00  | 4,65 |